# Cyberbully (film 2015)
Cyberbully è un film televisivo britannico che è stato mandato in prima visione su Channel 4 il 15 gennaio 2015. L'attrice del docu-thriller è Maisie Williams che interpreta una tipica adolescente, Casey, che vive la sua vita online e viene apparentemente accusata di cyberbullismo da un anonimo colpevole. Il film è stato scritto da Ben Chanan e David Lobatto.
Il film televisivo è stato rilasciato in DVD l'8 febbraio 2016

## Trama
Una sera Casey sta chattando in video su Skype con la sua amica Megan e scopre da lei che il suo amico Nathan ha postato un commento crudele su Twitter riguardo al suo uso di antidepressivi. Megan confida nel loro amico Alex che suggerisce di hackerare il profilo di Nathan per vendetta, ma Casey non accetta. Dopo che le due amiche finiscono la chat, Casey riceve un messaggio istantaneo apparentemente da Alex che le fornisce un collegamento all'account Twitter di Nathan.
Casey fa clic sul link e aggiunge un tweet imbarazzante sulla disfunzione erettile di Nathan. Tuttavia, dopo che lei deduce che il tipo di linguaggio che l'hacker sta usando è  diverso da quello di Alex, si rende conto che un hacker anonimo ha probabilmente hackerato l'account di Nathan. L'hacker contatta Casey, presentandosi come un suo "fan" e le mostra una serie di video della sua precedente attività su Internet, la maggior parte sotto il suo pseudonimo online "Chronic Youth" (Gioventù Cronica).
Prima di farle notare che Megan non ha condiviso foto di Casey sul suo account Instagram per molto tempo, le rivela che lui aiuta "le vittime del cyberbullismo". Casey, inquietata, cerca di chiudere la chat con l'hacker, ma lui attiva il video di una donna urlante sul suo computer per spaventarla e, cogliendola di sorpresa, prende il controllo della webcam iniziando a comunicare a Casey attraverso una voce generata dal computer. Le mostra in seguito una serie di fotografie, in cui Casey si era ritratta nuda, e la minaccia di pubblicarle su internet se avesse lasciato la stanza o se avesse lasciato entrare suo padre (che nel frattempo bussava alla porta), o se avesse risposto al telefono, lasciandola effettivamente intrappolata e isolata. Con orrore di Casey, l'hacker carica poi un video che lei e Megan avevano girato per rivelare l'omosessualità della loro amica Tamara sull'account Twitter di Casey, provocando una serie di messaggi arrabbiati di Tamara. Quando Casey chiede di sapere come le azioni dell'hacker la possano aiutare, l'hacker le rivela che è Casey stessa il cyberbullo.
L'hacker le mostra di nuovo tutta la sua attività precedente sotto il nome di "Gioventù Cronica" e le spiega come le sue azioni costituiscano bullismo informatico, rivelandole che aveva pubblicato il commento crudele su di lei dall'account di Nathan. Casey cerca di giustificare le sue azioni definendole completamente normali per un adolescente, ma l'hacker le rigetta come semplici scuse.
Attraverso una serie di video e screen-grabs, l'hacker racconta a Casey la storia di Jennifer Li, una cantante il cui Vine ha subito molte prese in giro a seguito di un singolo e crudele commento che Casey aveva fatto sul suo conto. Jennifer ha infine pubblicato un video in cui ha raccontato la storia del suo abuso e, poco dopo, si è suicidata. Credendo che l'hacker sia il padre o la madre di Jennifer, Casey manifesta espressamente il rimorso per quello che è successo, ma l'hacker nega di essere in qualche modo legato a Jennifer e invece chiede che Casey soddisfi le proprie pretese, ammettere di essere una cyberbullo, confessare di essere stata la causa scatenante nella morte di Jennifer e di scusarsi pubblicamente. Casey lo fa, ma l'hacker crede che la ragazza non sia sincera e annuncia che caricherà le foto di Casey a prescindere, oltre ad alcune fotografie nude di Megan. Inoltre, la costringe a scegliere tra  suicidarsi abusando dei suoi antidepressivi o vivere con la vergogna che seguirebbe inevitabilmente all'esposizione delle sue foto e la perdita della sua migliore amica.
Sconfitta, Casey si prepara ad ingerire le pillole, quando nota che l'hacker esprime divertimento scrivendo "har har har" e si rende conto che lo stile di scrittura corrisponde a quello del più aggressivo hater di Jennifer Li, "Steerpike_84", che ha spinto molti altri al suicidio. In quel momento, il padre di Casey si avvicina alla porta con un messaggio di Megan, che ha dedotto che la recente attività di Casey non è sua. Casey vomita le pillole che ha già preso e quando l'hacker cerca nuovamente di minacciarla, Casey nota che l'hacker fa molti errori di battitura, e capisce che la sua sicurezza sta vacillando. La ragazza dice all'hacker di andare avanti e inviare le foto se lo desidera perché non può fare nulla per controllare le azioni o le emozioni della sua famiglia, dei suoi amici o della sua vita reale, prima di andare verso la porta per chiamare Megan. Sconfitto, l'hacker la supplica di restare, offrendo di rivelare la sua vera identità. Casey torna semplicemente al computer, guarda dritto nella webcam e dice all'hacker che la sua identità non le importa, perché quando smetterà di parlare con lui, lui diventerà nulla. Chiude il computer sconfiggendo definitivamente l'hacker. Distrutta per la dura prova di un'ora che ha appena attraversato, Casey apre la porta della sua camera, crollando a terra in lacrime e chiamando il padre, che corre da lei.

## Produzione
Il film era basato interamente su esperienze reali. Per assicurare che il copione fosse un quadro accurato dello scrittore / regista di adolescenti contemporanei, Ben Chanan ha consultato sia Williams che sua figlia adolescente per assicurare che i "Dad-isms" siano stati tolti dal copione. Maisie Williams che ha rappresentato il personaggio centrale di Casey Jacobs, era stata essa stessa vittima di cyberbullismo dopo essere stata lanciata come Arya Stark in Il Trono di Spade. Ha ricevuto messaggi come "presuntuosa" e che dicevano che lei si riteneva "troppo brava per tutti gli altri".